# Brindisi Sport 1976-1977
Questa voce raccoglie le informazioni riguardanti il Brindisi Sport nelle competizioni ufficiali della stagione 1976-1977.

## Rosa
| N. |                   | Ruolo | Calciatore              |
| -- | ----------------- | ----- | ----------------------- |
|    | Italia (bandiera) |       | Angeloni                |
|    | Italia (bandiera) | C     | Gian Angelo Arienti     |
|    | Italia (bandiera) |       | C. Canzi                |
|    | Italia (bandiera) |       | L. Cappelletti          |
|    | Italia (bandiera) |       | Cardini                 |
|    | Italia (bandiera) | A     | Angelo Carella          |
|    | Italia (bandiera) | P     | Leandro Casagrande      |
|    | Italia (bandiera) |       | Castellarin             |
|    | Italia (bandiera) | C     | Umberto Catarci         |
|    | Italia (bandiera) |       | Covito                  |
|    | Italia (bandiera) | C     | Giacomo De Francesco    |
|    | Italia (bandiera) | A     | Bruno Del Pelo          |
|    | Italia (bandiera) | C     | Vincenzo Diodati        |
|    | Italia (bandiera) | P     | Gianfranco Di Salvatore |
|    | Italia (bandiera) | A     | Giuseppe Doldi          |
|    | Italia (bandiera) | D     | Pier Luigi Facchini     |
|    | Italia (bandiera) | D     | Roberto Feroleto        |

| N. |                   | Ruolo | Calciatore          |
| -- | ----------------- | ----- | ------------------- |
|    | Italia (bandiera) | D     | Aurelio Galli       |
|    | Italia (bandiera) | C     | Antonio Guadalupi   |
|    | Italia (bandiera) | D     | Gianfranco Guerrini |
|    | Italia (bandiera) | C     | Osvaldo Jaconi      |
|    | Italia (bandiera) |       | Janniello           |
|    | Italia (bandiera) | A     | Giacomo La Rosa     |
|    | Italia (bandiera) | C     | Giovanni Marella    |
|    | Italia (bandiera) | A     | Corrado Nastasio    |
|    | Italia (bandiera) |       | Palandrani          |
|    | Italia (bandiera) | A     | Orazio Parlato      |
|    | Italia (bandiera) | D     | Paolo Petraz        |
|    | Italia (bandiera) | P     | Renzo Restani       |
|    | Italia (bandiera) | D     | Vittorio Spimi      |
|    | Italia (bandiera) | C     | Emanuele Tolin      |
|    | Italia (bandiera) | P     | Vincenzo Tortora    |
|    | Italia (bandiera) | C     | Franco Tripodi      |
|    | Italia (bandiera) | D     | Renato Tugliach     |